# Malina
Malina (lat. Rubus idaeus) je vrsta biljke roda Rubus. Ponekad ju zovu himber (nje. Himbeere). Raste na nadmorskoj visini od 400 do 800 m. 

## Opis
Malina je višegodišnja samonikla biljka i ima zeljastu stabljiku. Grm naraste i do 250 cm u visinu. Listovi su složeni od 3 do 7 listića i perasto sastavljeni. Plodovi su zbirni, najčešće crvene boje, jako su ukusni za jesti, a beru se posve zreli. Sjemenke su svjetlosmeđe, mrežasto naborane, a najčešće ih raspršuju ptice. Cvjetovi su bijeli.Rasprostranjena je u Europi i sjevernoj Aziji. Raste na rubovima šuma gdje je veća vlažnost zraka. Ima ljekovita svojstva i koristi se za pravljenje mnogih proizvoda. Raste od sredine ljeta do sredine jeseni, a cvate od svibnja do lipnja. Najveći proizvođač malina je Rusija. Prema imenu ovog voća nastalo je hrvatsko žensko ime Malina.

## Povijest
Stari Grci su poznavali malinu, pa ime idaeus potječe od imena planine Ida na Kreti. Postoji jedan grčki mit prema kojem je Zeusu malina spasila život kad je bio dijete, jer ga je njegova majka sakrila iza grmlja maline zbog toga što ga je vrhovni tadašnji bog Kron, njegov otac, htio ubiti. Tako je, prema mitu Zeus postao vrhovni bog. Rimljani su proširili uzgoj malina po Europi. U srednjem vijeku se malina počinje koristiti u medicinske svrhe i kao boja, a samo bogati ljudi su je mogli koristiti. U Sjevernoj Americi prije nego što su Europljani došli, Indijanci su odavno koristili maline. U 18. st. se širi uzgoj malina, jer nisu samo bogati mogli kupiti sadnice.

## Ljekovita svojstva
List maline u narodnoj medicini se koristi za ispiranje usne šupljine. Sadrži tanin, flavonoid i organske kiseline. Često se koristi za liječenje bolesti kardiovaskularnog i probavnog sustava. List maline može zamijeniti i neke čajeve. Ekstrakt ploda djeluje protiv virusa i snižava šećer u krvi aktivirajući pankreas na lučenje inzulina. Maline su dobra zaštita protiv malignih bolesti, a i sprečavaju razmnožavanje stanica raka. Izvor su fitokemikalija i elagične kiseline. Od plodova se pripremaju malinov sirup i ocat koji jačaju srce, te štite od visoke tjelesne temperature i infektivnih bolesti.

## Kemijski sastav
| 100g malina sadrži: |     |      |         |        |        |          |           |
| kcal                | kJ  | voda | masnoće | kalij  | kalcij | magnezij | Vitamin C |
| 34                  | 142 | 84 g | 0,3 g   | 170 mg | 40 mg  | 30 mg    | 25 mg     |

## Proizvodnja malina
| Proizvodnja u tonama - podaci 2003-2004: FAO |        |       |        |       |
| Rusija                                       | 95000  | 26 %  | 110000 | 28 %  |
| Srbija                                       | 79471  | 21 %  | 79471  | 20 %  |
| SAD                                          | 48535  | 13 %  | 50000  | 13 %  |
| Poljska                                      | 42941  | 12 %  | 42000  | 11 %  |
| Njemačka                                     | 20600  | 6 %   | 20500  | 5 %   |
| Ukrajina                                     | 19700  | 5 %   | 20000  | 5 %   |
| Kanada                                       | 14236  | 4 %   | 13700  | 4 %   |
| Mađarska                                     | 9000   | 2 %   | 10000  | 3 %   |
| Velika Britanija                             | 8000   | 2 %   | 8000   | 2 %   |
| Francuska                                    | 6830   | 2 %   | 7500   | 2 %   |
| ostali                                       | 27603  | 7 %   | 27890  | 7 %   |
| ukupno                                       | 371916 | 100 % | 389061 | 100 % |